# Nancy Cheekoussen
Nancy Cheekoussen (ur. 4 maja 1983) – maurytyjska lekkoatletka, która specjalizowała się w skoku o tyczce.

## Osiągnięcia
- brązowy medal mistrzostw Afryki (Brazzaville 2004)
- 9. miejsce podczas mistrzostw Afryki (Durban 2016)
- wielokrotne mistrzostwo kraju

## Rekordy życiowe
- skok o tyczce – 3,71 (2004) rekord Mauritiusu